# Нижние Панклеи
Ни́жние Панкле́и (чув. Анатри Панкли) — деревня в Моргаушском районе Чувашской Республики. Входит в состав Юськасинского сельского поселения.

## География
Находится в северо-западной части Чувашии, на расстоянии приблизительно 10 км на юг-юго-восток по прямой от районного центра села Моргауши на левобережье речки Сорма.

## История
Известна с 1795 года как выселок села Преображенское (ныне Чувашская Сорма) с 11 дворами. В 1858 году было учтено 193 жителя, в 1897—300, в 1926 — 80 дворов и 368 жителей, в 1939—373 жителя, в 1979—250. В 2002 году было 78 дворов, в 2010 — 67 домохозяйств. В 1930 году был образован колхоз им. Ульянова, в 2010 действовало ГУП "ОПХ «Ударник».

## Население
Постоянное население составляло 198 человек (чуваши 99 %) в 2002 году, 193 в 2010.